# Bisdom Ituiutaba
Het bisdom Ituiutaba (Latijn: Dioecesis Ituiutabensis) is een rooms-katholiek bisdom met als zetel Ituiutaba, in Brazilië. Het bisdom is suffragaan aan het aartsbisdom Uberaba.

## Geschiedenis
Het bisdom werd opgericht op 16 oktober 1982, uit delen van het bisdom Uberlândia en het aartsbisdom Uberaba.

## Parochies
Het bisdom had in 2021 een oppervlakte van 22.398 km2 en telde 326.453 inwoners waarvan 81,3% rooms-katholiek was.

## Bisschoppen
- Aloísio Roque Oppermann (22 januari 1983 - 9 november 1988)
- Paulo Sérgio Machado (1 juli 1989 - 22 november 2006)
- Francisco Carlos da Silva (19 september 2007 - 30 september 2015)
- Irineu Andreassa (30 november 2016 - heden)

Uberaba (aartsbisdom) · Ituiutaba · Patos de Minas · Uberlândia